# Васильевка (Марий Эл)
Васильевка — выселок в Оршанском районе Республики Марий Эл России. Входит в состав Марковского сельского поселения.

## География
Выселок находится в северной части республики, в зоне хвойно-широколиственных лесов, в пределах Оршанско-Кокшайской равнины, к западу от реки Упши, на расстоянии примерно 13 километров (по прямой) к юго-западу от Оршанки, административного центра района. Абсолютная высота — 115 метров над уровнем моря.

### Климат
Климат характеризуется как умеренно континентальный, влажный. Среднегодовая температура воздуха — 2,3 °С. Средняя температура воздуха самого тёплого месяца (июля) — 18,2 °C (абсолютный максимум — 38 °C); самого холодного (января) — −13,7 °C (абсолютный минимум — −47 °C). Безморозный период длится с середины мая до середины сентября. Среднегодовое количество атмосферных осадков составляет 491 мм, из которых около 352 мм выпадает в период с апреля по октябрь.

## История
Основан в 1920-е годы. В нем насчитывалось 20 дворов, 83 жителя. В 1958 году здесь насчитывалось 20 хозяйств, 90 человек. В 1968 году в деревне насчитывалось 17 хозяйств, проживали 44 человека. В 2002 году осталось 2 дома. В советское время работали колхозы «Упша Энер», «Передовик», «Рассвет» и «Упша».

### Часовой пояс
Деревня Васильевка, как и вся Марий Эл, находится в часовой зоне МСК (московское время). Смещение применяемого времени относительно UTC составляет +3:00.

## Население
| 2010 |
| ---- |
| 1    |

### Национальный состав
Согласно результатам переписи 2002 года в деревне проживал один житель русской национальности.